# Мотылёвка
Мотылёвка (бел. Матылёўка) — посёлок в Кривском сельсовете Буда-Кошелёвского района Гомельской области Белоруссии.

## География

### Расположение
В 17 км на юг от районного центра и железнодорожной станции Буда-Кошелёвская (на линии Жлобин — Гомель), 36 км от Гомеля.

## Транспортная сеть
Рядом автодорога Жлобин — Гомель. Прямолинейная почти широтной ориентации улица застроена деревянными домами усадебного типа.

## История
Основан в начале 1920-х годов на бывших помещичьих землях переселенцами с соседних деревень. В 1920 году жители посёлка вступили в колхоз. В 1959 году в составе колхоза имени В. И. Чапаева (центр — деревня Кривск).

## Население

### Численность
- 2004 год — 8 хозяйств, 18 жителей.

### Динамика
- 1959 год — 36 жителей (согласно переписи).
- 2004 год — 8 хозяйств, 18 жителей.